# Valleroy (Meurthe i Mozela)
Valleroy – miejscowość i gmina we Francji, w regionie Grand Est, w departamencie Meurthe i Mozela.
Według danych na rok 1990 gminę zamieszkiwało 2337 osób, a gęstość zaludnienia wynosiła 191 osób/km² (wśród 2335 gmin Lotaryngii Valleroy plasuje się na 186. miejscu pod względem liczby ludności, natomiast pod względem powierzchni na miejscu 466.).